# Phytomyza obscurella
Phytomyza obscurella – gatunek muchówki z podrzędu krótkoczułkich i rodziny miniarkowatych.
Gatunek ten opisany został w 1823 roku przez Carla Frederika Falléna. Jest to jedna z trzech europejskich gatunków miniarek wyspecjalizowanych w żerowaniu na podagrycznikach.
Badania męskich narządów rozrodczych ujawniły, że mimo czarnego czoła, jest blisko spokrewniona z P. spondylii.
Larwy są beznogie i żerują minując liście. Miny są nieregularnie liniowe, białawozielone, na starość brązowiejące, położone na górnej stronie liścia. Szeroki, zwykle położony po lewej stronie i w pewnej odległości od granicy blaszki liściowej korytarz zawiera czarniawozielonkawe odchody. Przeczwarczenie zachodzi poza miną.
Miniarka znana z Belgii, Danii, Estonii, Finlandii, Hiszpanii, Holandii, Irlandii, Litwy, Madery, Niemiec, Norwegii, Polski, Szwecji, Węgier, Włoch i Wielkiej Brytanii.